# Armavir Stadium
Armavir Stadium – stadion piłkarski w Armawirze we Armenii. Na tym stadionie gra swoje mecze m.in. drużyna Noah Erywań oraz młodzieżowe reprezentacje Armenii. Arena została wybudowana w 1980 roku i zmodernizowana w 2022, a jej pojemność wynosi 3 300 siedzeń.

## Architektura
Stadion posiada tylko jedną, zachodnią trybunę, która jest zadaszona. Krzesełka na stadionie są w kolorach białym i czerwonym. Ze stadionu roztacza się widok na góry. Na wschód od płyty stadionu znajduje się boisko treningowe.

## Położenie
Stadion znajduje się w północnej części miasta. W pobliżu znajdują się trzy boiska treningowe.